# Jan-Willem van Hoof
Jan-Willem van Hoof (Haarlem, 5 november 1982) is een Nederlandse golfprofessional.

## Amateur
Tijdens het Brits Amateur maakte hij een hole-in-one op de beroemde "Postage Stamp" hole (hole 8, 123 yards) van Royal Troon Golf Club. 

In 2003 mocht hij meespelen op het KLM Open. Hij maakte tijdens de tweede ronde de beste dagscore met een score van 65. Hij eindigde het toernooi als beste Nederlander. 

#### Gewonnen
- 2002: NK Matchplay op de Twentsche Golfclub
- 2003: NK Strokeplay op de Eindhovensche Golf, NK Strokeplay tot 21 jaar op de Noord-Nederlandse, Jeugdtour op de Kennemer

#### Teams
- 2003: Sir M Bonnallack Trophy in Rome, namens Europa

Van Hoof speelde in Heren 1 van Golfclub Houtrak. Daarmee werd hij in 2002 en 2004 landskampioen en in 2004 ook Europees kampioen.

## Professional
Van Hoof werd in 2006 professional. Eind 2007 werd hij lid van het RedFlag Golf Team, met Lee Chapman als coach. Ze trainen in Winterswijk. Van Hoof woont in Zwanenburg.
In 2008 won Van Hoof een indoor-toernooi bij Golf-Republic in Amsterdam. Virtueel werd de eerste ronde gespeeld op Pebble Beach en de tweede ronde op Valderrama. Ruben Wechgelaer eindigde op de 2de plaats.
In januari 2009 begon hij aan de opleiding om teaching-pro te worden. Hij liep stage bij Michel Put op de Amsterdamse Golf Club en ging twee dagen per week naar Fontys in Tilburg. Hij deed mee aan het KLM Open.
In 2013 kwalificeerde hij zich voor het KLM Open.

#### Gewonnen
- 2022: Twente Cup op de Twentsche Golfclub[1]
- 2022: Nationaal Open op de Noordwijkse Golfclub[2]
- 2023: PGA Benelux Trophy op de Limburg Golf &  Country Club [3]